# Aussüßung
Aussüßung ist ein Fachbegriff aus der Hydrologie.
Dabei handelt es sich um das sukzessive Entsalzen von Gewässern oder Böden, entweder durch eine Einschränkung der Salzwasserzufuhr in Meeren und bzw. oder als Folge von Süßwasserzufluss durch Fließgewässer.

## Einzelnachweis
1. ↑  Leibniz-Institut für Länderkunde (Hrsg.): Nationalatlas Bundesrepublik Deutschland - Relief, Boden und Wasser. Bd. 2. Spektrum Akademischer Verlag; 1. Edition. ISBN 978-3-8274-0953-9.